# Rhamphomyia longirostris
Rhamphomyia longirostris is een vliegensoort uit de familie van de dansvliegen (Empididae). De wetenschappelijke naam van de soort is voor het eerst geldig gepubliceerd in 1972 door Lindner.